# ザヴォドウコフスク
ザヴォドウコフスク(ロシア語: Заводоуковск)はロシア連邦、シベリア西部チュメニ州の都市。2017年時点の人口は26,006人。トボル川の支流、ウク川のほとりに位置する。チュメニ州の州都であるチュメニから96km南東にある。